# 超氧化锂
超氧化锂（LiO2）是锂的超氧化物。
纯的超氧化锂尚未制得。100-129°C时，对水合过氧化锂（Li2O2·2H2O）进行真空干燥，可以得到含有9%超氧化锂的固体。−65°C下，用臭氧处理过氧化锂在氟利昂-12中的悬浮液，曾得到含47%超氧化锂的固体。